# Draginje (Serbia)
Draginje (cyr. Драгиње) – wieś w Serbii, w okręgu maczwańskim, w gminie Koceljeva. W 2011 roku liczyła 1369 mieszkańców.